# NGC 3308
NGC 3308 is een elliptisch sterrenstelsel in het sterrenbeeld Waterslang. Het hemelobject werd op 24 maart 1835 ontdekt door de Britse astronoom John Herschel.

## Synoniemen
- ESO 501-34
- MCG -4-25-32
- PGC 31438